# روبرتو ليثاون
روبرتو ليثاون ثوبيريا (بالإسبانية: Roberto Lezaun)‏ (بالإسبانية: Roberto Lezaun Zubiría، ولد في 23 يوليو 1967، بنبلونة، نافارا، إسبانيا) دراج إسباني.
حصل على ميداليتين ذهبيتين في بطولات العالم للدراجات الهوائية الجبلية.

## إنجازاته

### بطولة العالم للدراجات الهوائية الجبلية
- 1999 أري  السويد:  ميدالية ذهبية في سباق التتابع (Team Cross-country).
- 2000 سييرا نيفادا  إسبانيا:  ميدالية ذهبية في سباق التتابع (Team Cross-country).

### بطولة أوروبا للدراجات الهوائية الجبلية
- 1999:  ميدالية برونزية في سباق الفردي (Cross-country).

## روابط خارجية
- روبرتو ليثاون على موقع أرشيف الدراجات (الإنجليزية)
- روبرتو ليثاون على موقع إحصائيات الدراجات الإحترافية (الإنجليزية)
- روبرتو ليثاون على موقع اللجنة الأولمبية الدولية (الإنجليزية)
- روبرتو ليثاون على موقع أوليمبيديا (الإنجليزية)
- روبرتو ليثاون على موقع اللجنة الأولمبية الإسبانية (الإسبانية)